# Oito contos de amor
Oito contos de amor é um conto da escritora brasileira Lygia Fagundes Telles.
A escritora choca, enternece e provoca seu leitor com oito contos diferentes que tratam do tema amor.
O livro analisa o sentimento mais polêmico da condição humana, apresentando o assunto de oito maneira diferentes.
Cada pequeno conto trata de um aspecto do amor: em “as cerejas”, a descoberta da sensualidade; em “a chave”, a chegada da velhice; em “O encontro”, temos o elemento sobrenatural e os desencontros amorosos...